# ایمورتال تکنیک
فلیپه آندرس کورونل (به اسپانیایی: Felipe Andrés Coronel‎؛ زادهٔ ۱۹ فوریه ۱۹۷۸) که با نام هنری ایمورتال تکنیک (به انگلیسی: Immortal Technique) شناخته می‌شود، رپر و کنشگر آمریکایی است. ترانه‌های او عمدتاً شامل دیدگاه‌های انتقادی دربارهٔ موضوعاتی چون سیاست، دین، نژادپرستی نهادی و تئوری توطئه دولتی هستند. ایمورتال تکنیک تلاش می‌کند کنترل کامل آثارش را در فرایند تولید حفظ کند و در ترانه‌هایش بارها اشاره کرده که در صنعت موسیقی، این شرکت‌های ضبط هستند، نه خود هنرمندان، که بیشترین سود را از تولید انبوه و بازاریابی موسیقی به‌دست می‌آورند. او در مصاحبه‌ای مدعی شد که در مجموع حدود ۲۰۰٬۰۰۰ نسخه از سه اثر رسمی اول خود را به فروش رسانده است.

## اوایل زندگی
فلیپه آندرس کورونل در یک بیمارستان نظامی در لیما، پرو متولد شد. او عمدتاً از تبار بومیان آمریکای جنوبی است و همچنین ریشه‌های اسپانیایی، فرانسوی و آفریقایی دارد. خانواده‌اش در سال ۱۹۸۰ برای فرار از جنگ داخلی پرو به هارلم، نیویورک، ایالات متحده مهاجرت کردند.
در دوران نوجوانی، چندین بار به‌دلیل آنچه خود از آن با عنوان «رفتار خودخواهانه و کودکانه» یاد می‌کند، بازداشت شد. او در مدرسه هانتر کالج های اسکول در آپر ایست ساید در منهتن تحصیل کرد؛ از همکلاسی‌هایش در آن زمان می‌توان به کریستوفر هیز و لین-منوئل میرندا اشاره کرد. ایمورتال تکنیک بعدها اذعان کرد که در دوران مدرسه، میراندا را آزار می‌داد، اگرچه بعداً آن دو با یکدیگر دوست شدند. مدتی پس‌از ثبت‌نام در دانشگاه ایالتی پنسیلوانیا، او به‌دلیل درگیری با سایر دانشجویان به اتهامات مربوط به حمله فیزیکی متهم و بازداشت شد و به دنبال آن، یک سال را در زندان گذراند.
پس‌از آزادی مشروط، بنا بر درخواست پدرش که به شرط ادامه تحصیل به او اجازه داده بود در خانه‌اش زندگی کند، دو ترم در کالج باروخ در نیویورک دروس علوم سیاسی را گذراند. او در دوران زندان مهارت‌های رپ‌خوانی خود را پرورش داد و پس‌از آزادی، به‌دلیل دشواری در یافتن شغل مناسب، به فروش موسیقی‌هایش در خیابان‌های نیویورک و شرکت در رقابت‌های رپ فری‌استایل روی آورد. پیروزی‌های او در این رقابت‌های زیرزمینی باعث شد به‌عنوان یکی از ام‌سی‌های قدرتمند در صحنه رقابتی رپ فری‌استایل شناخته شود.